# Sematophyllum brachycladulum
Sematophyllum brachycladulum är en bladmossart som beskrevs av Brotherus 1925. Sematophyllum brachycladulum ingår i släktet Sematophyllum och familjen Sematophyllaceae. Inga underarter finns listade i Catalogue of Life.